# わかさ氷ノ山自然ふれあいの里
わかさ氷ノ山自然ふれあいの里（わかさひょうのせんしぜんふれあいのさと）は鳥取県八頭郡若桜町舂米（つくよね）にあるレクリエーションゾーン。

## 概要
東中国山地の主峰氷ノ山（標高1510m）の西中腹に立地する。周辺一帯は氷ノ山那岐山後山国定公園の区域内でブナやトチの原生林に覆われている。当ゾーンは氷ノ越コース、仙谷コース、三ノ丸コースの3つの氷ノ山登山ルートの入り口で、またゾーンから約2kmの回遊路「自然探勝路」も整備されている等、山岳・高原リゾートの拠点である。
ゾーン内には博物館、テニスコート、スポーツ広場、体育館、公営と民営の宿泊施設、キャンプ場（春夏秋期）、スキー場（冬期）などのレジャー施設が集積する。

## 主な施設
- わかさ氷ノ山キャンプ場 - バンガロー、温水シャワー、水洗トイレ等の施設。オートキャンプ可
  - スポーツ広場 - テニスコート計4面、多目的広場（サッカー、ゲートボール、グラウンドゴルフ等が可能）
- わかさ氷ノ山スキー場
- 自然探勝路 - 山麓の回遊路で、ブナの原生林の道。天然記念物のイヌワシ、ヤマネ、アサギマダラ、ヤマセミなどが生息するゾーン。
- 鳥取県立氷ノ山自然ふれあい館響の森 - 日本最大のジオラマでブナの森を再現する自然系博物館
- 氷ノ山高原の宿氷太くん - 体育館、研修室を備えたリゾートホテル、青少年教育施設

## 交通アクセス
- 若桜鉄道 若桜駅 より若桜町営バス「氷ノ山自然ふれあいの里」行で25分、終点下車徒歩すぐ